# Cayo Naucio Rútilo (cónsul 475 a. C.)
Cayo o Gayo Naucio Rútilo (en latín, Gaius Nautius Sp. f. Sp. n. Rutilus) fue un político y militar romano que ocupó el consulado en dos oportunidades: la primera vez en el año 475 a. C. junto con Publio Valerio Publícola; la segunda en 458 a. C. junto con Lucio Minucio Esquilino Augurino. 

## Carrera pública
Fue probablemente hermano de Espurio Naucio Rútilo. Durante su primer consulado, saqueó el territorio de los volscos, pero no pudo atraerlos a una batalla. En su segundo consulado, aunque Rútilo llevaba con éxito la guerra contra los sabinos, su colega Minucio fue derrotado por los ecuos; razón por la que Rútilo debió regresar a Roma para nombrar dictador a Cincinato.